# Châtel (Alta Savoia)
Châtel és un municipi francès al departament de l'Alta Savoia (regió d'Alvèrnia-Roine-Alps). L'any 2017 tenia 1.246 habitants.

## Demografia

### Població
El 2007 la població de fet de Châtel era de 1.247 persones. Hi havia 506 famílies de les quals 168 eren unipersonals (76 homes vivint sols i 92 dones vivint soles), 127 parelles sense fills, 179 parelles amb fills i 32 famílies monoparentals amb fills.
La població ha evolucionat segons el següent gràfic:

### Habitatges
El 2007 hi havia 4.330 habitatges, 520 eren l'habitatge principal de la família, 3.774 eren segones residències i 35 estaven desocupats. 659 eren cases i 3.628 eren apartaments. Dels 520 habitatges principals, 336 estaven ocupats pels seus propietaris, 146 estaven llogats i ocupats pels llogaters i 38 estaven cedits a títol gratuït; 35 tenien una cambra, 106 en tenien dues, 157 en tenien tres, 98 en tenien quatre i 123 en tenien cinc o més. 423 habitatges disposaven pel capbaix d'una plaça de pàrquing. A 272 habitatges hi havia un automòbil i a 197 n'hi havia dos o més.

### Piràmide de població
La piràmide de població per edats i sexe el 2009 era:
| Homes | Edats   | Dones |
| ----- | ------- | ----- |
| 0     | 95 o +  | 0     |
| 4     | 90 a 94 | 0     |
| 0     | 85 a 89 | 8     |
| 4     | 80 a 84 | 4     |
| 16    | 75 a 79 | 20    |
| 36    | 70 a 74 | 20    |
| 12    | 65 a 69 | 20    |
| 8     | 60 a 64 | 12    |
| 24    | 55 a 59 | 8     |
| 36    | 50 a 54 | 20    |
| 40    | 45 a 49 | 32    |
| 68    | 40 a 44 | 56    |
| 72    | 35 a 39 | 68    |
| 44    | 30 a 34 | 60    |
| 36    | 25 a 29 | 52    |
| 28    | 20 a 24 | 20    |
| 24    | 15 a 19 | 36    |
| 44    | 10 a 14 | 40    |
| 64    | 5 a 9   | 56    |
| 32    | 0 a 4   | 52    |

## Economia
El 2007 la població en edat de treballar era de 833 persones, 702 eren actives i 131 eren inactives. De les 702 persones actives 691 estaven ocupades (376 homes i 315 dones) i 11 estaven aturades (7 homes i 4 dones). De les 131 persones inactives 24 estaven jubilades, 56 estaven estudiant i 51 estaven classificades com a «altres inactius».

### Ingressos
El 2009 a Châtel hi havia 507 unitats fiscals que integraven 1.244,5 persones, la mediana anual d'ingressos fiscals per persona era de 19.273 €.

### Activitats econòmiques
Dels 409 establiments que hi havia el 2007, 2 eren d'empreses alimentàries, 5 d'empreses de fabricació d'altres productes industrials, 27 d'empreses de construcció, 68 d'empreses de comerç i reparació d'automòbils, 6 d'empreses de transport, 131 d'empreses d'hostatgeria i restauració, 4 d'empreses d'informació i comunicació, 4 d'empreses financeres, 34 d'empreses immobiliàries, 21 d'empreses de serveis, 95 d'entitats de l'administració pública i 12 d'empreses classificades com a «altres activitats de serveis».
Dels 92 establiments de servei als particulars que hi havia el 2009, 1 era una oficina de correu, 3 oficines bancàries, 4 tallers de reparació d'automòbils i de material agrícola, 5 paletes, 4 guixaires pintors, 8 fusteries, 1 lampisteria, 1 electricista, 3 empreses de construcció, 2 perruqueries, 51 restaurants, 6 agències immobiliàries, 1 tintoreria i 2 salons de bellesa.
Dels 50 establiments comercials que hi havia el 2009, 1 era una gran superfície de material de bricolatge, 4 botiges de menys de 120 m², 2 fleques, 2 carnisseries, 1 una peixateria, 6 botigues de roba, 2 botigues d'equipament de la llar, 27 botigues de material esportiu, 3 drogueries, 1 un drogueria i 1 una joieria.
L'any 2000 a Châtel hi havia 43 explotacions agrícoles que ocupaven un total de 1.029 hectàrees.

## Equipaments sanitaris i escolars
L'únic equipament sanitari que hi havia el 2009 era una farmàcia.
El 2009 hi havia 1 escola maternal i 1 escola elemental.

## Poblacions properes
El següent diagrama mostra les poblacions més properes.